# Феспис
Феспис из Икарии (греч. Θέσπις, также Феспид; VI век до н. э.) — древнегреческий поэт и драматург, уроженец аттического дема Икария в филе Эгеиде (ныне Дионисос). Феспису приписывается создание архаической, доэсхиловской греческой трагедии, в которой действовали один актёр и хор. Произведения Фесписа до современности не дошли.

## Вклад в развитие трагедии
Принципиальным нововведением Фесписа в искусство стало добавление к песнопениям, исполнявшимся дифирамбическим хором, исполнителя-протагониста (или, как его называли во времена Фесписа, «гипокрита» — др.-греч. ὑποκριτής, то есть «ответчика» или «комментатора», что указывает на то, что ведущую роль в представлении по-прежнему играл хор). Актёр-солист в трагедиях Фесписа, меняя маски (изобретение которых также приписывается Феспису), последовательно изображал различных персонажей и взаимодействовал с хором, который вёл с ним диалог и заполнял паузы между монологами. Возможно, что первым таким протагонистом стал сам Феспис в 560 году до н. э.; позже, в 534 году до н. э., он стал и первым победителем состязания драматургов. Введение второго актёра Эсхилом и третьего Софоклом позволило оживить действие, приблизив его к современному представлению о драматургии.
Ни одного достоверно принадлежащего Феспису произведения не дошло до современности. Известны несколько названий трагедий и отдельных фрагментов, приписываемых ему, но их авторство является спорным. В труде Горация «О поэтическом искусстве» упоминается, что Феспис переезжал со своей труппой из одного места в другое, давая представления прямо с повозки, но это утверждение в новейшие времена расценивалось скептически.

## Образ Фесписа в искусстве
Феспис является главным героем одноимённой английской оперной феерии Гилберта и Салливана, в которой он вместе с другими актёрами временно занимает место постаревших и забытых Олимпийских богов. В XIX веке также была написана драма английского драматурга Артертона «Феспис и Мельпомена». Кроме того, поэт выведен в прологе к опере Рамо «Платея», где он выступает как отец комедии.
В Италии про того, кто решил избрать себе стезю актёра, говорят, что он «взбирается на колесницу Фесписа».